# Суш, Жан-Пьер
Жан-Пьер Луи Суш (фр. Jean-Pierre Louis Souche; 2 сентября 1927[…], XIV округ Парижа — 10 января 2020, Геранд) — французский гребец, выступавший за сборную Франции по академической гребле в конце 1940-х — начале 1950-х годов. Бронзовый призёр чемпионата Европы, участник двух летних Олимпийских игр.

## Биография
Жан-Пьер Суш родился 2 сентября 1927 года в Париже. Проживал в XIV округе.
Впервые заявил о себе в академической гребле на международном уровне в сезоне 1948 года, когда вошёл в состав французской национальной сборной и благодаря череде удачных выступлений удостоился права защищать честь страны на летних Олимпийских играх в Лондоне. В программе распашных рулевых четвёрок совместно с такими гребцами как Жан-Поль Пьедделуп, Рене Лотти, Гастон Мака и рулевым Марселем Буажегреном дошёл до стадии полуфиналов, где потерпел поражение от американцев, ставших в итоге чемпионами.
После лондонской Олимпиады Суш остался действующим спортсменом и продолжил принимать участие в крупнейших международных регатах. Так, в 1951 году он побывал на чемпионате Европы в Маконе, откуда привёз награду бронзового достоинства, выигранную в распашных безрульных четвёрках — при этом его партнёрами были Пьер Блондьо, Жан-Жак Гиссар и Жеральд Мака.
В 1952 году благополучно прошёл отбор на Олимпийские игры в Хельсинки — вместе с напарником Рене Гиссаром стартовал в безрульных двойках, став в решающем финальном заезде пятым.
Вскоре по окончании хельсинкских Игр Суш отошёл от активной соревновательной практики.
Умер 10 января 2020 года в коммуне Геранд в возрасте 92 лет.